# Catedral de Westminster
A Catedral de Westminster ou Catedral Metropolitana do Preciosíssimo Sangue de Nosso Senhor Jesus Cristo é um templo da Igreja Católica. É a Igreja sede e  Matriz da Arquidiocese de Westminster, encontra-se em Londres, Inglaterra. O Arcebispo a cargo desta Arquidiocese é Dom Vincent Gerard Nichols, o qual sucedeu ao cardeal Cormac Murphy-O'Connor em abril de 2009. A Arquidiocese foi erigida em 1850, a partir do Vicariato Apostólico da Inglaterra, cujas origens remontam a 1622.
A Arquidiocese de Westminster compreende toda a municipalidade norte do Rio Tâmisa, Staines e Sunbury-on-Thames e Herfordshire que conduz ao norte de Londres. A Catedral está localizada em Victoria Street, na Cidade de Westminster. É a maior Igreja Católica Romana na Inglaterra e no País de Gales. Não se deve  confundir com a Abadia de Westminster da Igreja Anglicana.
A catedral continua a receber donativos para a finalização dos elaborados mosaicos que a constituem e decoram. O trabalho foi recentemente concluído, para decorar a Capela de St. Joseph.
Por debaixo do Coro, encontra-se a Cripta, ou a Capela de St. Peter, também ela com finas colunas. Aqui se encontram monumentos que cobrem os restos dos cardeais Wiseman e Manning, transferidos do seu local original de enterro, no St. Mary's Catholic Cemetery em Kensal Green.
A vista da Torre é bastante obstruída pelos edifícios próximos e pelo cenário. A torre tem cerca de 60ft mais que as torres a este da Abadia de Westminster, mas é 30ft menor que a Torre do Relógio (o famoso Big Ben), das Houses of Parliament. A Casa dos Arcebispos adjunta o final a oeste da Catedral, com a Ambrosden Avenue.

## História
O Coro da Catedral (masculino) tem grande reputação nacional e canta nas missas catedráticas assim como no Ofício Divino. Existem numerosos coros que se especializam em Canto Gregoriano e grupos carismáticos que se centram no Seminário de Allen Hall.
No final do século XIX, a hierarquia da Igreja Católica havia sido restaurada recentemente na Inglaterra e Escócia, e foi em memória do cardeal Wiseman (que faleceu em 1865 e foi o primeiro arcebispo de Westminster a partir de 1850) que a primeira soma substancial de dinheiro foi levantada para a nova catedral. O terreno foi adquirido em 1884 pelo sucessor de Wiseman, cardeal Manning.
Após dois começos falhos um em 1867 (sob o arquiteto Henry Clutton) e 1892 (arquiteto barão von Herstel), a construção se iniciou em 1895 sob o sucessor de Manning, o terceiro arcebispo cardeal Vaughan com Jon Francis Bentley como arquiteto. A catedral foi inaugurada em 1903, um pouco após a morte de Bentley. Por razões econômicas a decoração interior mal havia começado e muito ainda permanece incompleto até hoje. A cerimônia de consagração teve lugar em 28 de junho de 1910.

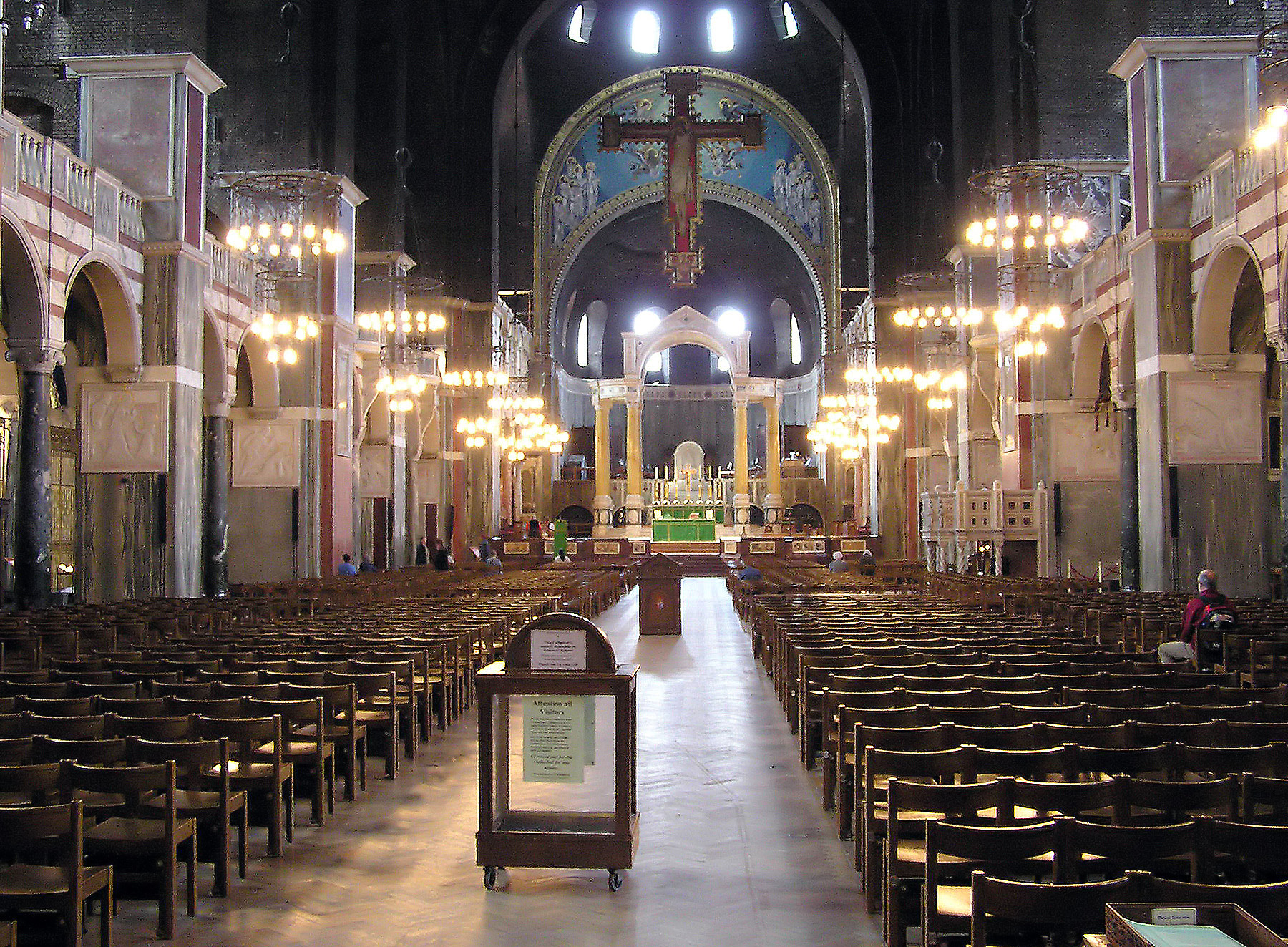
Interior da Catedral de Westminster

Em 28 de maio de 1982, no primeiro dia dos seis de sua visita ao Reino Unido, o papa João Paulo II celebrou uma missa na catedral. Em 1995, a convite do cardeal Basil Hume, a catedral foi visitada por Elizabeth II, rainha da Inglaterra, a primeira visita de um monarca reinante do Reino Unido a uma liturgia católica em centenas de anos.

## Arquitetura e Mosaicos
A arquitetura neo-bizantina da igreja por Jon Francis Bentley faz da Catedral de Westminster um edifício altamente distinguível. Os principais destaques externos são o grande campanário, a torre de São Eduardo, de 273 pés de altura (com 284 pés ao topo da cruz) e a Fronte Leste com seus pilares e arcos delicadamente balanceados.
A nave é a mais ampla dentre as igrejas inglesas e, por que o Santuário está a 4,5 pés acima do nível da nave, cada parte permite uma visão ininterrupta do altar principal, com seu mármore imponente e mosaicos baldaquinos, sobre os quais a luz está concentrada de forma inteligente. O rico crucifixo pendurado sobre o arco do santuário tem 30 pés de comprimento. De um lado há a figura de Cristo; do outro, voltada para o altar, a imagem de Nossa Senhora da Piedade. O trono arquiepiscopal ou cátedra, de mármore e mosaico, é baseado no trono papal da Basílica de São João de Latrão em Roma.

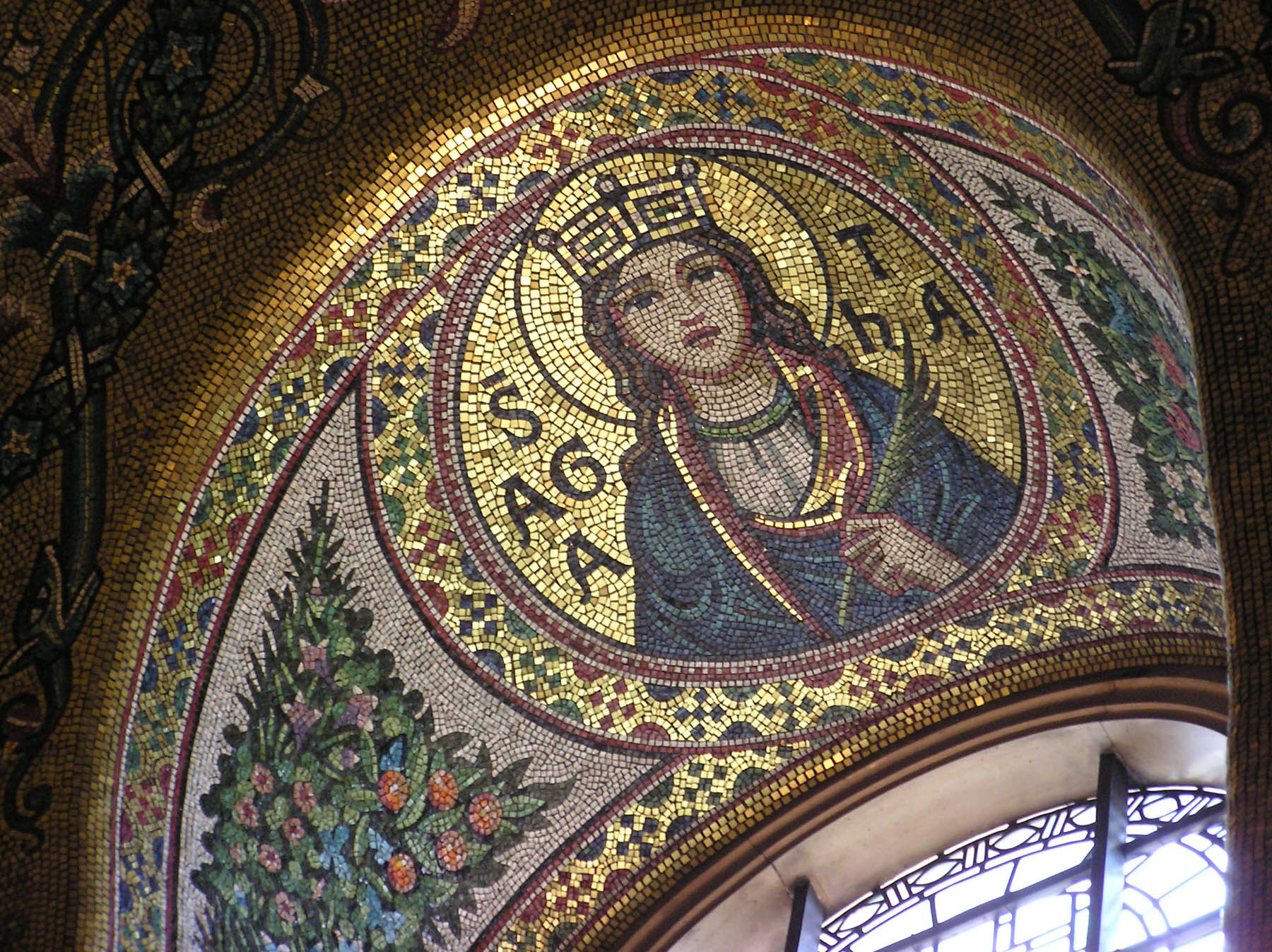
Mosaico numa capela lateral da Catedral de Westminster

Os belos pilares de mármore são entalhados com capitéis de carrara branco, cada um de forma diferente. São ao todo onze capelas laterais. Contíguo à Capela do Santíssimo Sacramento, está um monumento de mármore homenageando o cardeal Vaughan (morto em 1903). As telas e pórticos desta capela são encimados por um pelicano de ouro. Em uma posição correspondente, do outro lado do santuário, está a Capela de Nossa Senhora. A capela de São Gregório e Santo Agostinho e a Capela das Santas Almas do Purgatório também estão completas. A primeira, um presente de Lord e Lady Brampton.

## Música
Apesar de sua história curta, quando comparada com outras catedrais inglesas, Westminster tem tradição em coral distinta e seu coral é considerado como um dos melhores do mundo.[carece de fontes?] Essa excelência musical tem origem na visão compartilhada do cardeal Vaughan, fundador da catedral, e de Sir Richard Runciman Terry, seu primeiro mestre de música. Terry preparou seus coristas por um ano antes de apresentá-los ao público. Durante o restante de seu mandato (até 1924), executou em latim repertórios do Renascimento.
As tradições musicais da catedral foram confirmadas por sucessivos e distintos músicos. Entre eles, George Malcolm, cujos sopranos inovaram em um tom continental" - "vozes como lâminas", para citar um auditor; Colin Mawby, Stephen Cleobury, David Hill e James O'Donnell. Desde 2000, o posto tem sido ocupado por Martin Baker.
O coral comissionou muitos trabalhos de diferentes compositores, muitos dos quais são mais conhecidos por suas contribuições à música anglicana, como Benjamin Britten e Ralph Vaughan Williams. Entretanto, o coral é particularmente renomado por sua performance do canto gregoriano e pela polifonia da renascença.
Tudo os meninos do coral são alunos internos da Westminster Cathedral Choir School, nas proximidades da catedral.
Diferentemente de muitas catedrais inglesas, Westminster não possui uma área separada para o coro. Ao invés disso, o coro fica escondido da vista na abside atrás do altar. Isso, somado à excelente acústica do edifício, contribui para que sua sonoridade se distinga.
Localizado na galeria ocidental, o grande órgão de quatro teclados manuais e 81 registros, ocupa uma posição de maior comando do que muitos órgãos de catedrais britânicas. Construído por Henry Willis III entre 1922 e 1932, continua sendo um dos mais bem sucedidos e admirados órgãos. Uma das mais conhecidas peças para órgão de Louis Vierne, "Carillon de Westminster," o movimento final da Suíte no. 3 (op. 54) de Pièces de Fantaisie, foi composto para esse instrumento e dedicado a seu construtor. O órgão da abside, com 15 registros, é mais antigo. Embora o grande-órgão tenha seu próprio console, um console na abside permite que se toque ambos os instrumentos.